# 탐정: 리턴즈
"탐정: 리턴즈"는 2018년에 개봉한 대한민국의 영화이다.

## 줄거리
첫 비공식 합동수사를 멋지게 성공시킨 대만과 태수. 특히 이 일로 그간 못마땅하게 여기던 대만과 유대감까지 생긴 태수는 2계급 특진도 마다하고 대만과 탐정사무소 차리는 길을 택했다. 여기에 전직 사이버 수사대에서 에이스로 이름을 날렸던 여치(이광수 분)까지 영입하여 본격적으로 사무소 일을 시작하지만 날아오는 건 사건 대신 파리 뿐이었다. 급기야 생활전선에 빨간불이 켜지자 예전에 대만이 하던 경찰서 기웃거리기를 하고 말았다.
그러던 어느날, 드디어 의뢰다운 의뢰가 들어왔다. 게다가 성공보수는 무려 5천만 원! 천문학적인 액수에 입이 떡 벌어진 세 사람은 당연히 사건을 해결하기 위해 백방으로 뛰어다녀보지만 의심스러운 증거들로 인해 해결은커녕 혼란만 가중된다.

## 캐스팅

### 주연
- 권상우 : 강대만 역
- 성동일 : 노태수 역
- 이광수 : 여치(여치형) 역

### 조연
- 서영희 : 이미옥 역 - 강대만의 처
- 남명렬 : 우원일 원장 역
- 최덕문 : 김정환 부장 역
- 이일화 : 이미숙 역 - 노태수의 처
- 손담비 : 윤사희 역
- 최성원 : 조영철 형사 역
- 박성일 : 송재필 형사 역
- 정연주 : 서희연 역
- 오희준 : 김재민 역
- 김성규 : 이대현 역
- 김중기 : 경찰서장 역
- 이청희 : 여경 역
- 김용준 : 공장장 역
- 박성연 : 연상 간호사 역
- 영건 : 태국 비서 역
- 홍은택 : 강건우 역
- 이동민 : 오철호 / 검은 정장남 역
- 김세정 : 이재희 역
- 채희강 : 최승복 역
- 차수린 : 요양병원 간호사 역
- 안수호 : 보육원 관리인 역
- 탁트인 : 떡대 역
- 잿 : 태국 간호사 역
- 김선호 : 태국 후원자 역
- 김성강 : 중국 의사 역
- 윤혜성 : 중국 여자 간호사 역
- 김철진 : 중국 남자 간호사 역
- 류주현 : 뉴스 앵커 역
- 신담수 : 중국집 주방장 역
- 백인권 : 노숙자 역
- 박우재 : 웨이터 역
- 전석찬 : 열쇠 기술자 역
- 홍광석 : 쌍욕 운전자 / 검은 정장남 역
- 조혜선 : 응급실 간호사 역
- 박태주 : 친자확인사무소직원 역
- 권지환 : 수련원 구급대원 역
- 임효우 : 청원 경찰 역
- 선욱현 : 부검의 역
- 공찬호 : 만화 배달기사 역
- 황승환 : 대현 담당의사 역
- 김기무 : 오셜록 역
- 차성제 : 황도일 역
- 이상철 : 검은 정장남 역
- 김선간 : 검은 정장남 역
- 구하리 : 이민서 역
- 박태강 : 검은 정장남 역
- 정택호 : 검은 정장남 / 권상우 대역 역
- 임승묵 : 검은 정장남 역
- 심상민 : 검은 정장남 역
- 김승필 : 검은 정장남 / 성동일 대역 역
- 최재옥 : 검은 정장남 역
- 권혁석 : 검은 정장남 역
- 김원진 : 검은 정장남 역
- 김미진 : 검은 정장남 역
- 엄진용 : 검은 정장남 역
- 정성호 : 검은 정장남 역
- 이광호 : 검은 정장남 역
- 박영식 : 검은 정장남 역
- 최광락 : 검은 정장남 역
- 김용호 : 검은 정장남 역
- 강규린 : 홍지 역
- 정문영 : 쌍둥이 1 역
- 정인영 : 쌍둥이 2 역
- 심대현 : 어린 재민 역
- 정택호 : 권상우 대역 역
- 김승필 : 성동일 대역 역
- 김수영 : 손담비 대역 역
- 김동욱 : 권철인 팀장 역 (우정출연)
- 김광규 : 광규 역 (우정출연)
- 표창원 : 의뢰인 역 (특별출연)

## 같이 보기
- 2018년 대한민국의 영화 목록